# Caloptilia querci
Caloptilia querci är en fjärilsart som först beskrevs av Tosio Kumata 1982.  Caloptilia querci ingår i släktet Caloptilia och familjen styltmalar. Inga underarter finns listade i Catalogue of Life.